# Heriberto Jurado
Heriberto de Jesús Jurado Flores (ur. 3 stycznia 2005 w mieście Meksyk) – meksykański piłkarz występujący na pozycji lewego skrzydłowego, od 2025 roku zawodnik belgijskiego Cercle Brugge.